# Хукаловка
Хукаловка (укр. Хукалівка) — село в Прилукском районе Черниговской области Украины. Население 138 человек. Занимает площадь 0,582 км².
Код КОАТУУ: 7425187004. Почтовый индекс: 17350. Телефонный код: +380 4639. 

## Власть
Орган местного самоуправления — Сребнянская поселковая община. Почтовый адрес: 17300, Черниговская обл., Прилукский р-н, п. Сребное, ул. Мира, 43а.